# Fables of the Reconstruction
Fables of the Reconstruction – trzeci album studyjny zespołu R.E.M. wydany w 1985 roku.

## Lista utworów
1. "Feeling Gravitys Pull"  – 4:51
2. "Maps and Legends" – 3:10
3. "Driver 8" – 3:23
4. "Life and How to Live It" – 4:06
5. "Old Man Kensey" (Jerry Ayers, Berry, Buck, Mills, Stipe) – 4:08
6. "Cant Get There from Here"  – 3:39
7. "Green Grow the Rushes" – 3:46
8. "Kohoutek" – 3:18
9. "Auctioneer (Another Engine)" – 2:44
10. "Good Advices" – 3:30
11. "Wendell Gee" – 3:01

## Twórcy
- Michael Stipe - wokal
- Bill Berry - perkusja, wokal
- Peter Buck - gitara, Banjo, Harmonijka
- Mike Mills - gitara basowa, pianino, wokal

### Gościnnym udziałem
- David Bitelli – saksofon
- Jim Dvorak – trąbka
- David Newby – wiolonczela
- Camilla Brunt – skrzypce
- Philippa Ibbotson – skrzypce
- Pete Thomas – saksofon